# Ulrico IV de Wurtemberg
Ulrico IV de Wurtemberg (después de 1315-1366, Castillo de Hohenneuffen) fue conde de Wurtemberg, junto con su hermano Everardo II desde 1344 hasta 1362.
Durante su reinado permaneció a la sombra de su hermano Everardo II. Debido a ello, durante un tiempo pretendió que se dividiera el reino. Esta es la razón por la que Everardo II le obligó a firmar un tratado que estipulaba la indivisibilidad del condado el 3 de diciembre de 1361. Poco después, Ulrico abandonó su participación en el gobierno de Wurtemberg el 3 de mayo de 1362.
Ulrico IV se casó con la condesa Catalina de Helfenstein antes de 1350. No tuvieron hijos. 
| Predecesor: Ulrico III | Conde de Wurtemberg 1344-1362 | Sucesor: Everardo II |

- Esta obra contiene una traducción  derivada de «Ulrich IV, Count of Württemberg» de Wikipedia en inglés, publicada por sus editores bajo la Licencia de documentación libre de GNU y la Licencia Creative Commons Atribución-CompartirIgual 4.0 Internacional.

- Datos: Q247824
- Multimedia: Ulrich IV, Count of Württemberg / Q247824